# 條鬚鰍
條鬚鰍（學名：Barbatula barbatula）為輻鰭魚綱鯉形目條鰍科鬚鰍屬的其中一種。廣泛分布於歐洲(除義大利半島及伊比利半島以外)至亞洲中國淡水流域。本魚體延長，前半部呈圓柱狀，後半部側扁眼大，口下位，具觸鬚3對，體色黃褐色，一條模糊的黑線從鼻子一直延伸到眼睛，身體及魚鰭布滿不規則的斑紋，魚鰭褐色，尾鰭及背鰭圓鈍，背鰭硬棘3枚、背鰭軟條6-8枚、臀鰭硬棘3枚、臀鰭軟條5-6枚，體長可達21公分，最重達200公克，壽命可達7年，是一種常見的物種，在歐洲大部分地區都可以在水質清澈、溶氧量高的且有利時和沙底質的溪流、湖泊、水庫中找到，有時會冒險進入河口，但不會進入鹹水，主要生活在底層水域，通常將身體部分埋在砂石中，晚上特別活躍，以小型無脊椎動物為食。可做為食用魚、觀賞魚及餌魚。

## 扩展阅读
維基物種上的相關：條鬚鰍